# Oberostendorf
Oberostendorf è un comune tedesco di 1 316 abitanti, situato nel land della Baviera.